# Izraelské národní muzeum vědy, technologií a vesmíru
Izraelské národní muzeum vědy, technologií a vesmíru (hebrejsky המוזיאון הלאומי למדע, טכנולוגיה וחלל), známé také jako MadaTech (hebrejsky מדעטק), je vědecké a technologické muzeum v izraelské Haifě.
Zatímco muzeum samotné bylo založeno v roce 1984, budova v níž sídlí pochází z počátku 20. století a byla navržena uznávaným německým židovským architektem Alexandrem Baerwaldem. Původně zde sídlil Technion - Izraelský technologický institut, který byl první akademickou institucí vyššího vzdělání v zemi.
Dnes má muzeum každoročně přibližně 200 000 návštěvníků. Témata expozic se pravidelně obměňují.